# Altes Ägypten
Das Alte Ägypten war eine Hochkultur im Nordosten Afrikas, konzentriert entlang des unteren Niltals, die sich über mehr als drei Jahrtausende von etwa 3100 v. Chr. bis zur Eroberung durch Alexander den Großen im Jahre 332 v. Chr. erstreckte. Als eine der ersten Hochkulturen der Menschheitsgeschichte entwickelte das Alte Ägypten eine komplexe Gesellschaft mit bemerkenswerten Leistungen in Architektur, Kunst, Schrift, Religion und Verwaltung.

## Geografische Lage und natürliche Umgebung

Karte des Alten Ägypten

Das Kerngebiet des Alten Ägypten erstreckte sich entlang des Niltals vom ersten Katarakt bei Assuan im Süden bis zur Mittelmeerküste im Norden. Es wird traditionell in zwei Hauptregionen unterteilt. Oberägypten im südlichen Teil erstreckte sich vom ersten Katarakt bis zum heutigen Kairo und war gekennzeichnet durch das von Wüsten flankierte schmale Niltal. Unterägypten umfasste das nördliche, fruchtbare Deltagebiet.
Das Land war von Wüsten umgeben, die als natürliche Barriere fungierten: die Libysche Wüste im Westen, die Arabische Wüste im Osten und die Nubische Wüste im Süden. Diese geografische Isolation trug maßgeblich zur Stabilität und eigenständigen Entwicklung der ägyptischen Hochkultur bei.
Die jährlichen Überschwemmungen des Nils (die Nilflut wurde von den Ägyptern als „Hapi“ bezeichnet) waren für das Überleben der Bevölkerung entscheidend. Sie hinterließen eine Schicht aus nährstoffreichem Schlamm (Schlick), der die angrenzenden Felder regenerierte und eine ertragreiche Landwirtschaft in einer ansonsten kargen Region ermöglichte. Dieser Zyklus bestimmte den ägyptischen Kalender und war eng mit religiösen Vorstellungen verbunden.
Zu den weiteren natürlichen Ressourcen des Landes zählten verschiedene Gesteinsarten wie Kalkstein, Sandstein und Granit für Monumentalbauten, Gold aus den östlichen Wüstenregionen und Nubien sowie Papyrus in den Feuchtgebieten des Deltas. Auf der Sinai-Halbinsel wurde zusätzlich Kupfer und Türkis abgebaut. Das Klima war regional unterschiedlich. Oberägypten war überwiegend heiß und trocken mit geringen Niederschlägen, besonders im Sommer. Das Delta hatte aufgrund der Nähe zum Mittelmeer etwas mehr Niederschlag und gemäßigtere Temperaturen.

## Historischer Überblick
Die Geschichte des Alten Ägypten gliedert sich in mehrere Epochen, die durch zentrale Machtphasen und dazwischenliegende Krisenintervalle geprägt sind. In der prädynastischen Zeit (ca. 5500–3100 v. Chr.) entstanden entlang des Nils frühkulturelle Gemeinschaften, die durch Landwirtschaft, Keramikherstellung und ritualisierte Bestattungspraktiken gekennzeichnet waren. Aus dieser Zeit stammen frühe Symbolsysteme, die als Vorläufer der ägyptischen Hieroglyphen gelten. Gegen Ende des 4. Jahrtausends v. Chr. bildeten sich die beiden rivalisierenden Königreiche Ober- und Unterägypten.

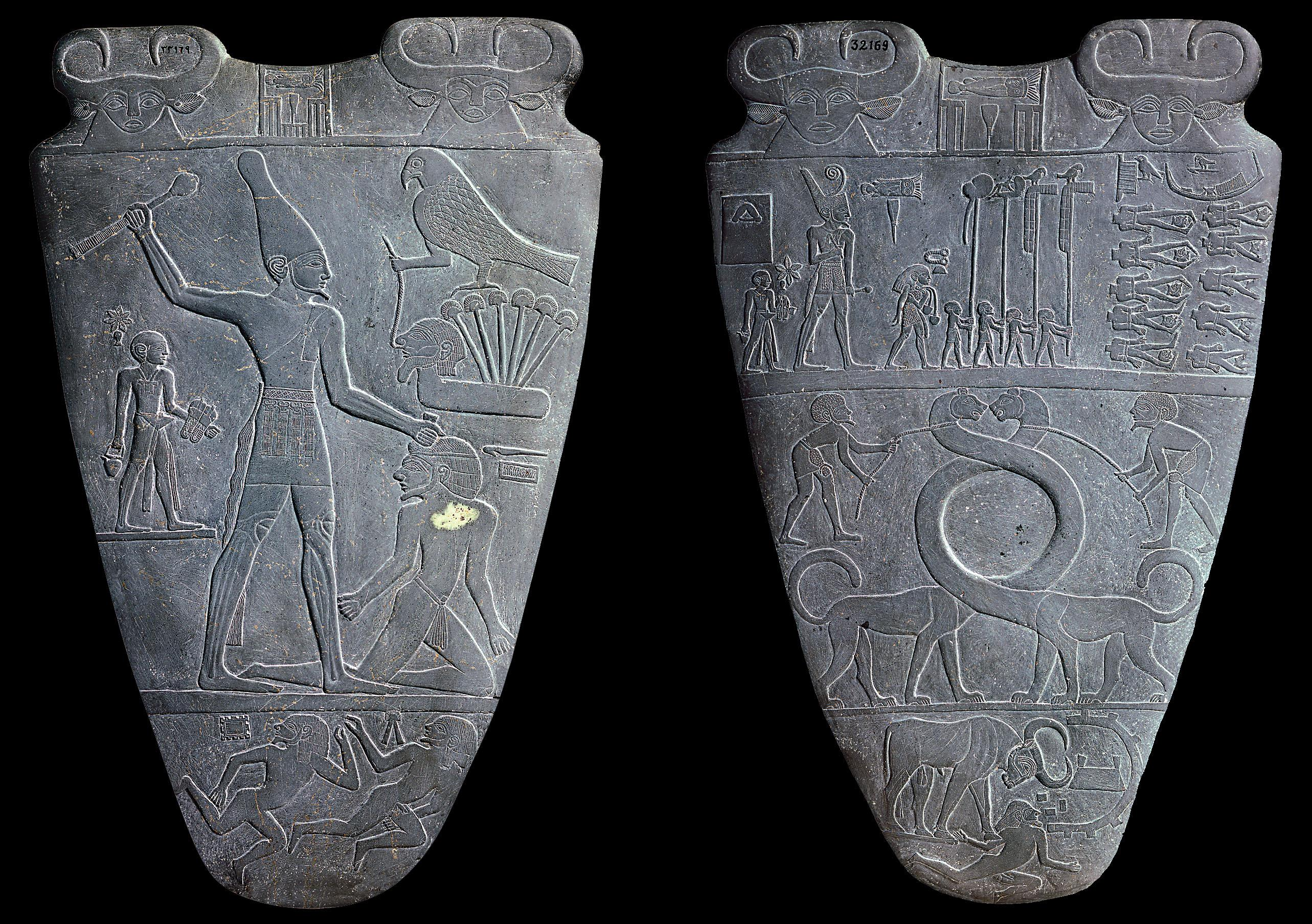
Die Narmer-Palette, ein symbolträchtiges Artefakt der Reichseinigung, zeigt vermutlich den Sieg des Königs über Unterägypten.

Die frühdynastische Zeit (1. und 2. Dynastie, ca. 3100–2686 v. Chr.) begann mit der Vereinigung der „Beiden Länder“ unter König Narmer (traditionell auch Menes genannt), der als Gründer der 1. Dynastie gilt. Die Etablierung eines zentralisierten Königtums, gestützt auf eine sich entwickelnde Bürokratie und die Einführung einer königlichen Ikonografie, festigte die Macht des Pharaos. Mit Memphis als neuer Residenzstadt entstand ein administratives und religiöses Zentrum an der Schnittstelle zwischen Ober- und Unterägypten, das die kulturelle Zusammenführung beider Regionen förderte.
Das Alte Reich (3. bis 6. Dynastie, ca. 2686–2181 v. Chr.) gilt als Zeitalter der Pyramiden: Monumentalbauten wie die Cheops-Pyramide in Gizeh symbolisierten die gottgleiche Stellung des Pharaos und die technologische Leistungsfähigkeit der Zentralverwaltung. Die Herrscher der 4. Dynastie nutzten Steuern und Arbeitsdienst, um ihre Autorität zu untermauern. Gegen Ende der 6. Dynastie schwächten jedoch dezentrale Tendenzen, Erbfolgestreitigkeiten und klimatische Krisen (u. a. niedrige Nilfluten) die Zentralmacht, was zum Zusammenbruch des Alten Reiches führte.
Die Erste Zwischenzeit (7. bis 11. Dynastie, ca. 2181–2055 v. Chr.) war von politischer Zersplitterung und regionalen Machtkämpfen geprägt. Lokale Gaufürsten (Nomarchen) übernahmen die Kontrolle, während gleichzeitig soziale Unruhen und Hungersnöte dokumentiert sind. Die Wiedervereinigung gelang schließlich Mentuhotep II. von Theben, der die 11. Dynastie begründete und das Mittlere Reich (ca. 2055–1650 v. Chr.) einleitete. Diese Epoche brachte eine kulturelle Blütezeit: literarische Werke wie die Lehre des Amenemhet reflektierten politische und ethische Überlegungen, und Theben wurde durch den Aufstieg des Gottes Amun zum religiösen Zentrum.
In der Zweiten Zwischenzeit (ca. 1650–1550 v. Chr.) etablierten die Hyksos, eine vorderasiatische Elite, ihre Hauptstadt Avaris im Delta und führten Innovationen wie Pferd und Streitwagen ein. Parallel regierten in Oberägypten einheimische Dynastien (16.–17. Dynastie), die schließlich unter Ahmose I. die Hyksos vertrieben. Das Neue Reich (ca. 1550–1069 v. Chr.) markierte Ägyptens imperialen Höhepunkt: Pharaonen wie Thutmosis III. expandierten bis nach Nubien und Syrien, während Hatschepsut durch Handelsexpeditionen und Tempelbauten (beispielsweise Deir el-Bahari) Ruhm erwarb. Unter Echnaton kam es zur kurzlebigen Amarna-Revolution mit dem Monotheismus des Aton-Kults, die nach dessen Tod von Tutanchamun rückgängig gemacht wurde. Die Ramessiden-Herrscher (19.–20. Dynastie), darunter Ramses II., hinterließen mit Monumenten wie den Tempeln von Abu Simbel ein architektonisches Vermächtnis, doch wirtschaftlicher Druck und Invasionen der Seevölker leiteten den Niedergang ein.
Die Dritte Zwischenzeit und die Spätzeit (ca. 1069–332 v. Chr.) waren von politischer Zersplitterung und Fremdherrschaft geprägt: Nubier (25. Dynastie), Assyrer und Perser kontrollierten zeitweise das Land, unterbrochen von Renaissancephasen wie unter der Saïten-Dynastie (26. Dynastie). 332 v. Chr. eroberte Alexander der Große Ägypten; seine Nachfolger, die Ptolemäer, verschmolzen ägyptische und griechische Kultur. Mit dem Tod Kleopatras VII. 30 v. Chr. endete die Eigenstaatlichkeit, und Ägypten wurde zur römischen Provinz Aegyptus, die bis zur arabischen Eroberung 642 n. Chr. Teil des Mittelmeerimperiums blieb.

## Staat und Verwaltung

### Königtum und Herrschaftsideologie

Der Pharao mit Pschent-Doppelkrone, Usech-Halskragen und Kultschurz, ausgestattet mit Was-Zepter und dem Anch-Kreuz (Grabmalerei des Neuen Reiches)

Der altägyptische Staat basierte auf dem Prinzip des Gottkönigtums. Der Herrschertitel Pharao (von ägyptisch per aa – „großes Haus“, ursprünglich Palastbezeichnung) entwickelte sich seit dem Neuen Reich (ab 1550 v. Chr.) zur Standardbezeichnung. Der König galt als irdische Inkarnation des Falkengottes Horus sowie später als Sohn des Sonnengottes Re, der durch Königsrituale die kosmische Ordnung Ma’at garantierte. Seine sakrale Legitimation manifestierte sich in den Herrschaftsinsignien: der Pschent-Doppelkrone (Vereinigungssymbol aus Hedjet-Oberägyptenkrone und Deschret-Unterägyptenkrone), dem Was-Zepter, dem Krummstab (Hekazepter) und der Nechacha-Geißel.
Die Thronfolge verlief in der Regel patrilinear vom Vater zum ältesten Sohn, wurde aber auch durch Heirat mit königlichen Frauen legitimiert. In der Praxis kam es immer wieder zu Abweichungen von diesem Ideal, etwa durch Usurpation oder besondere politische Umstände.

### Verwaltungsstruktur
Die Verwaltungshierarchie war stark zentralisiert und bürokratisch organisiert. An ihrer Spitze stand der Wesir (tjati), der höchste Beamte und Stellvertreter des Pharaos. In der Blütezeit des Reiches gab es oft zwei Wesire – einen für Ober- und einen für Unterägypten. Verschiedene Ressorts waren für Bereiche wie Landwirtschaft, Schatzhaus, Justiz und religiöse Angelegenheiten zuständig. Schreiber bildeten das Rückgrat der Verwaltung und dokumentierten alle Vorgänge.
Das Land war in Verwaltungsbezirke (Gaue) eingeteilt, 22 in Oberägypten und 20 in Unterägypten. Jeder Gau wurde von einem Gaufürsten (Nomarchen) verwaltet, dessen Position in Zeiten starker Zentralgewalt vom Pharao kontrolliert wurde, in Zeiten politischer Schwäche jedoch erblich und nahezu autonom sein konnte.

### Rechtssystem
Das Rechtssystem basierte auf dem Konzept der Ma'at, einem Grundprinzip von Ordnung, Gerechtigkeit und Wahrheit. Der Pharao war theoretisch oberster Richter, delegierte diese Funktion aber an Gerichte und Beamte. Obwohl kein umfassendes Gesetzbuch überliefert ist, deuten die dokumentierten Rechtsfälle auf ein differenziertes Rechtssystem hin, das sowohl zivil- als auch strafrechtliche Angelegenheiten umfasste.

## Religion und Jenseitsvorstellungen

### Pantheon und religiöse Praxis

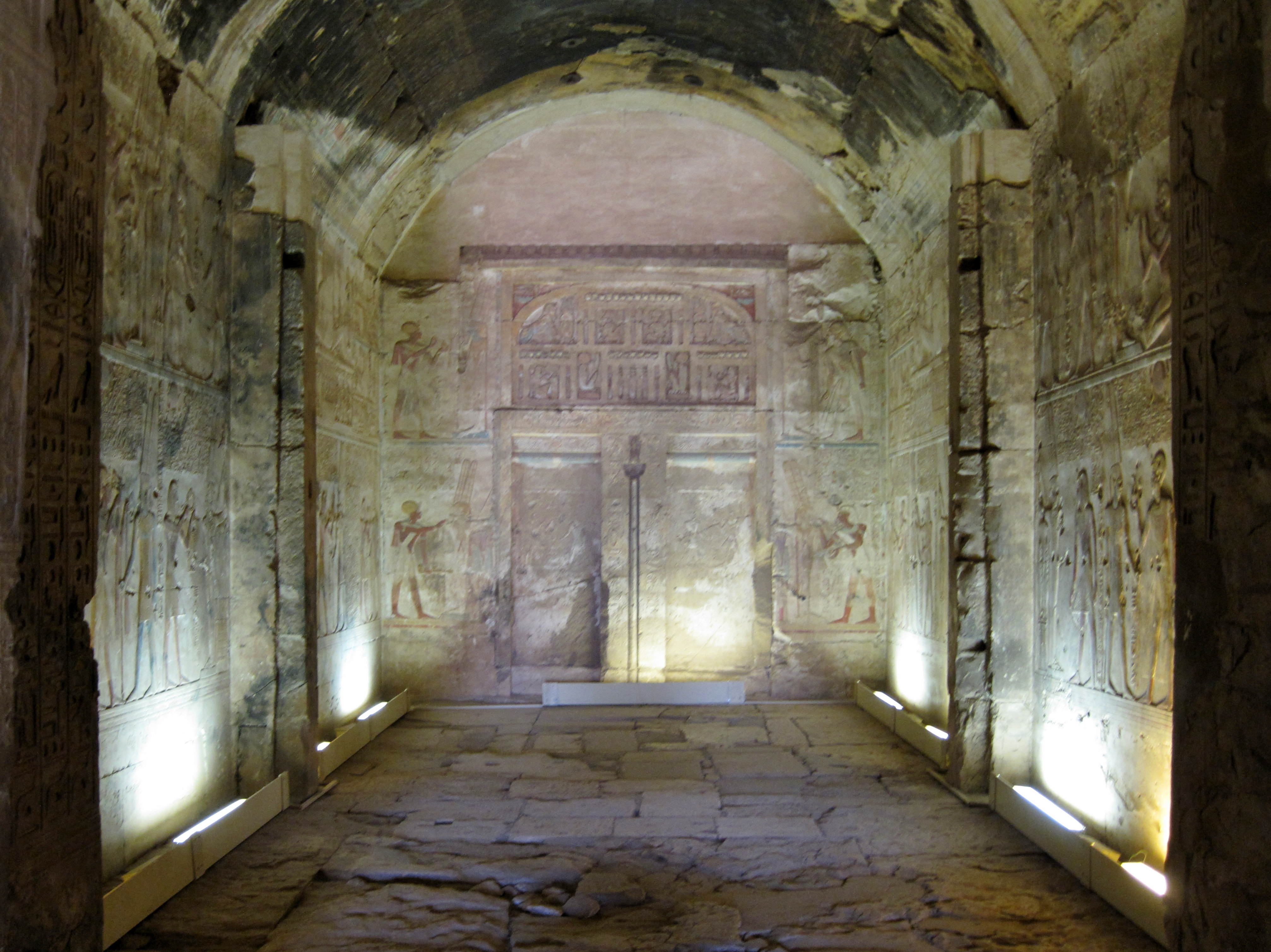
Relief von Osiris, Isis und Horus im Tempel von Sethos I. in Abydos

Die ägyptische Religion war polytheistisch mit einem komplexen Pantheon, das Hunderte von Gottheiten umfasste. Diese lassen sich in verschiedene Kategorien einteilen: kosmische Gottheiten wie Re (Sonne), Nut (Himmel) und Geb (Erde); lokale Schutzgottheiten wie Ptah in Memphis oder Amun in Theben; sowie Gottheiten mit spezifischen Funktionen wie Thot (Weisheit, Schrift), Hathor (Liebe, Musik) und Sachmet (Krieg, Heilung).
Charakteristisch war der Synkretismus, die Verschmelzung verschiedener Gottheiten zu kombinierten Formen wie Amun-Re. Die Götter wurden oft in Triaden verehrt, bestehend aus einer männlichen Gottheit, seiner Gemahlin und seinem Kind. Zur religiösen Praxis gehörten tägliche Tempelrituale, Prozessionen und Feste im Jahreskreis. Der Tempel galt als Wohnsitz der Gottheit und war nach einem typischen Schema aufgebaut: Eingangspylon, offener Hof, Säulenhalle und schließlich das Allerheiligste, das nur dem Pharao und den Hohepriester zugänglich war.
Die einzige bedeutende Abweichung vom traditionellen Polytheismus war die religiöse Reform unter Echnaton (ca. 1353–1336 v. Chr.), der versuchte, den Kult des Sonnengottes Aton als alleinige Religion zu etablieren. Diese Änderung wurde jedoch nach seinem Tod bald wieder rückgängig gemacht.

### Totenkult und Jenseitsvorstellungen
Die ägyptischen Jenseitsvorstellungen waren hoch entwickelt und hatten entscheidenden Einfluss auf die materielle Kultur. Die Ägypter glaubten an ein Leben nach dem Tod, das eine idealisierte Fortsetzung des irdischen Daseins darstellte. Voraussetzung dafür waren die Konservierung des Körpers durch Mumifizierung, die Durchführung korrekter Bestattungsrituale und die Ausstattung des Grabes mit notwendigen Gegenständen und magischen Texten.
Der Mumifizierungsprozess, der unter dem Schutz des Gottes Anubis stand, dauerte etwa 70 Tage und umfasste die Entnahme der inneren Organe (mit Ausnahme des Herzens), das Trocknen des Körpers mit Natron und das Einwickeln in Leinenbinden. Die entnommenen Organe wurden in speziellen Gefäßen (Kanopen) aufbewahrt.
Eine zentrale Vorstellung war das Totengericht: Nach dem Tod erschien der Verstorbene vor einem Tribunal von 42 Göttern unter dem Vorsitz von Osiris. Das Herz des Verstorbenen wurde mit der Feder der Ma'at gewogen. War das Herz leichter oder gleich schwer wie die Feder, durfte der Verstorbene in das paradiesische Jenseits eingehen, war es mit Sünden belastet, wurde es vom Ungeheuer Ammit verschlungen, was die endgültige Vernichtung bedeutete.

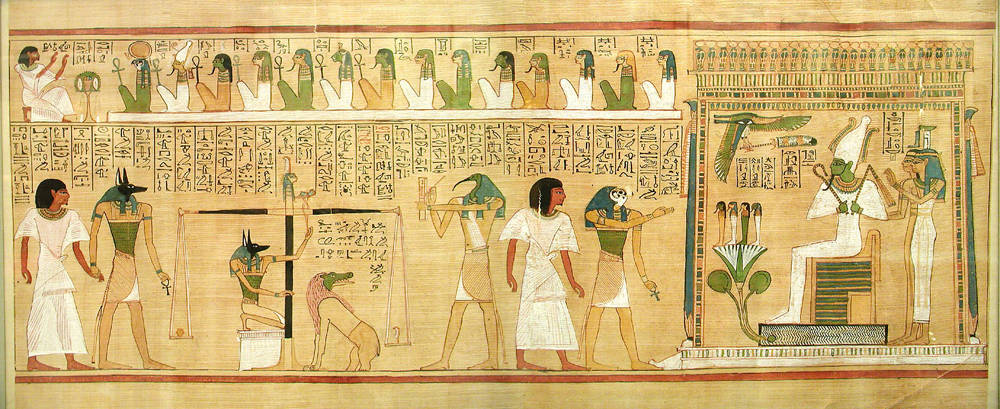
Seite aus dem Totenbuch des Hunefer

Die ägyptische Vorstellung von der Seele war vielschichtig und umfasste verschiedene Aspekte: den Ka (die Lebenskraft), den Ba (die Persönlichkeit, oft als Vogel mit Menschenkopf dargestellt), den Ach (den verklärten Geist des Verstorbenen) und den Schatten als weiteren Aspekt der Seele. Religiöse Texte wie die Pyramidentexte (Altes Reich), die Sargtexte (Mittleres Reich) und das Totenbuch (Neues Reich) enthielten Anweisungen und Zaubersprüche für eine sichere Reise ins Jenseits.

## Gesellschaft und Alltagsleben

### Soziale Strukturen
Die ägyptische Gesellschaft war hierarchisch aufgebaut. An der Spitze standen der Pharao und die königliche Familie, gefolgt von der Elite, die sich aus hohen Beamten, Priestern und Militärführern zusammensetzte. Zur Mittelschicht gehörten Schreiber, lokale Verwalter, Handwerker und wohlhabende Bauern, während die Unterschicht aus einfachen Bauern, Dienern und Tagelöhnern bestand. Sklaven, meist Kriegsgefangene, bildeten keine eigene Klasse im ägyptischen Gesellschaftssystem.
Trotz dieser strengen Hierarchie bot die ägyptische Gesellschaft gewisse Möglichkeiten der sozialen Mobilität, vor allem durch Bildung und Verdienste im Staatsdienst. Die Ausbildung zum Schreiber war der wichtigste Weg zum sozialen Aufstieg. Die Familie bildete die Grundeinheit der Gesellschaft. Die Ehe war in der Regel monogam, obwohl wohlhabendere Männer mehrere Frauen haben konnten. Frauen genossen im Vergleich zu anderen antiken Kulturen beträchtliche rechtliche und wirtschaftliche Freiheiten – sie konnten Eigentum besitzen, erben, vor Gericht auftreten und in bestimmten Bereichen Berufe ausüben.

### Wirtschaft und Arbeitsleben

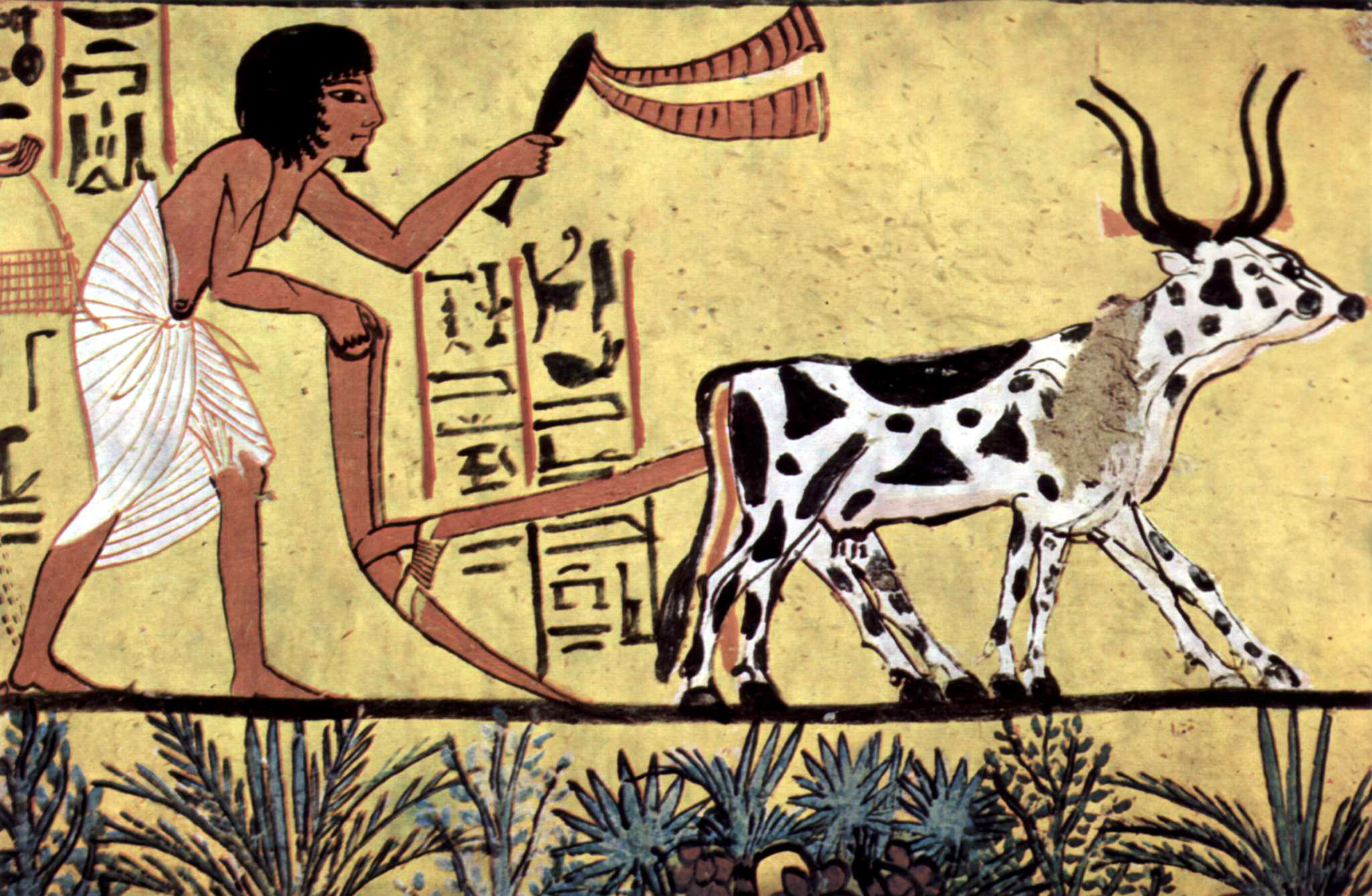
Ägyptische Wandmalerei aus dem Grab des Sennedjem

Die ägyptische Wirtschaft basierte primär auf der Landwirtschaft. Der landwirtschaftliche Zyklus richtete sich nach den drei Jahreszeiten: Achet (Überschwemmung) von Juni bis September, Peret (Aussaat und Wachstum) von Oktober bis Februar und Schemu (Ernte) von März bis Mai. Die wichtigsten Anbauprodukte waren Getreide (Emmer und Gerste), Flachs, Gemüse, Obst und Wein. In der Viehzucht wurden Rinder, Schafe, Ziegen und Geflügel gehalten.
Das Wirtschaftssystem war stark zentralisiert, mit dem Pharao als theoretischem Eigentümer allen Landes. In der Praxis wurde das Land von Bauern bewirtschaftet, die einen Teil der Ernte als Steuer abführten, sowie von Tempeln und Beamten, denen Land zugeteilt wurde. Das Handwerk war hoch entwickelt und spezialisiert. Handwerker arbeiteten oft in staatlichen oder Tempelwerkstätten und stellten Textilien, Keramik, Metallwaren, Schmuck und Luxusgüter her.
Der Handel erfolgte zunächst als Tauschhandel, wobei Getreide als Wertmaßstab diente. Erst später verbreiteten sich genormte Metallgewichte (Deben). Der Außenhandel wurde staatlich kontrolliert. Wichtige Importgüter waren Zedernholz aus dem Libanon, Silber und Zinn aus dem östlichen Mittelmeerraum, Lapislazuli aus Afghanistan sowie Gold und Elfenbein aus Nubien.

### Bildung und Wissen

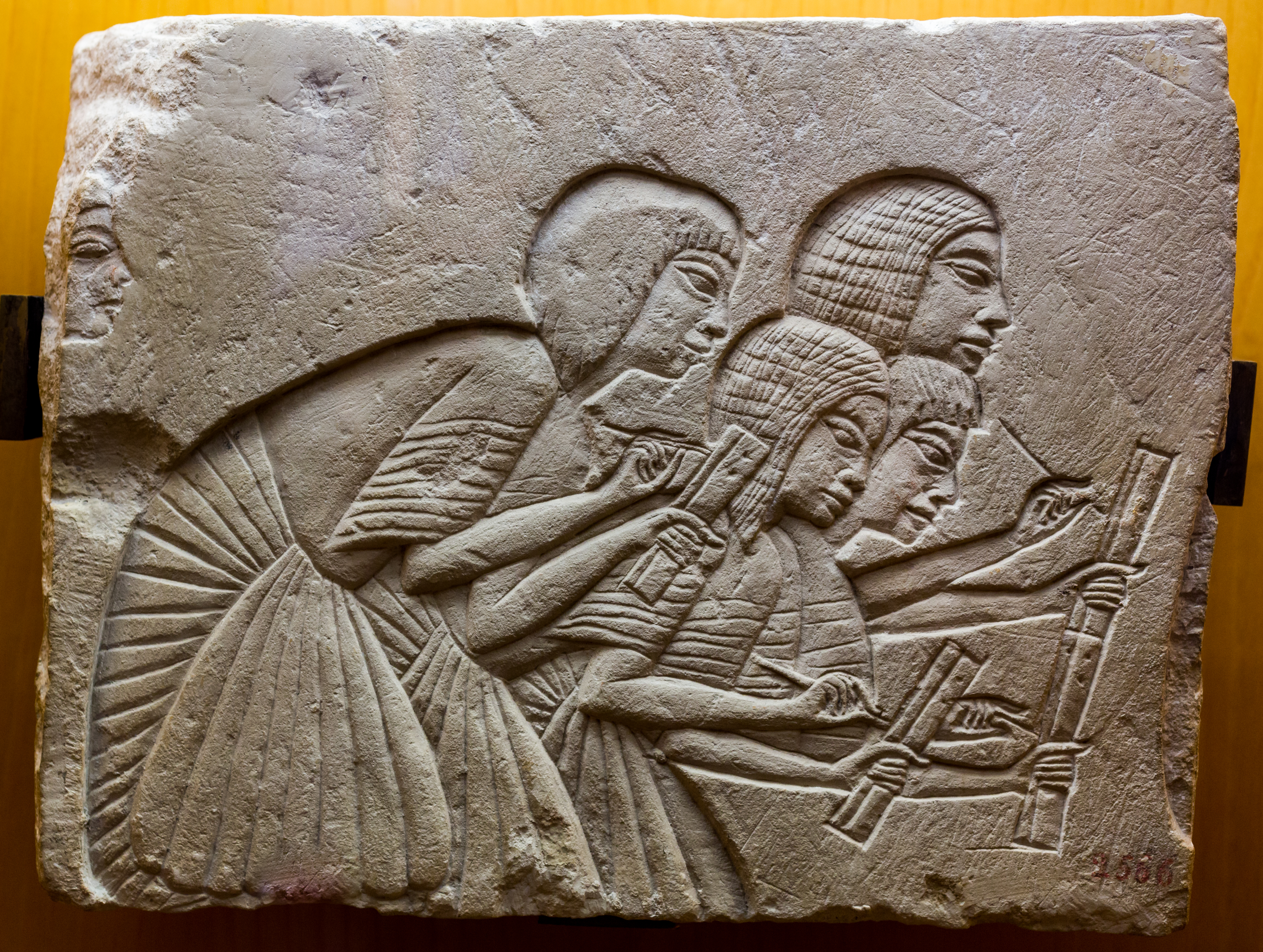
Wandfragment mit Darstellung von vier Schreibern

Bildung war ein Privileg, das hauptsächlich Jungen aus wohlhabenden Familien vorbehalten war. Die Ausbildung erfolgte in Tempelschulen oder durch Privatlehrer und umfasste das Erlernen komplexer Schriftsysteme (Hieroglyphen für monumentale Inschriften, Hieratisch für Verwaltung und Literatur, später Demotisch für Alltagstexte), mathematische Kenntnisse für Verwaltung, Landvermessung und Architektur sowie Grundlagen der Astronomie, Medizin und anderer Wissenschaften.
Die Ausbildung zum Schreiber begann im Alter von etwa fünf Jahren und dauerte mindestens zehn Jahre. Sie eröffnete den Zugang zu Verwaltungspositionen und damit zu sozialem Aufstieg.

### Ernährung und Kleidung
Die tägliche Ernährung basierte auf Getreide wie Emmer sowie Bier, das in Tempel- oder Staatsbetrieben gebraut wurde und als Grundnahrungsmittel diente. Zwiebeln, Knoblauch, Linsen, Datteln und Melonen ergänzten die Kost, während Nilfische regelmäßig, Rindfleisch und Geflügel jedoch nur an Festtagen oder in wohlhabenden Haushalten verzehrt wurden. Milchprodukte wie Käse bereicherten den Speiseplan. Die Mahlzeiten wurden häufig in Innenhöfen eingenommen, und Darstellungen auf Grabmalereien zeigen, dass die Speisen gemeinsam an niedrigen Tischen verzehrt wurden.
Die Kleidung bestand fast ausschließlich aus Leinen, das dank seiner Luftdurchlässigkeit ideal für das Klima geeignet war. Männer trugen knielange Schurze oder plissierte Kilts, Frauen hingegen eng anliegende, oft durchscheinende Kleider mit Schulterträgern. Der soziale Status spiegelte sich in verzierten Gewändern, Perlenbesatz oder golddurchwirkten Säumen wider. Schmuck wie Fayence-Halskragen und Augenschminke aus Steinkohle waren weit verbreitet, während Sandalen aus Leder oder Papyrus meist der Elite vorbehalten blieben.

## Kunst und Architektur

### Grundprinzipien der ägyptischen Kunst

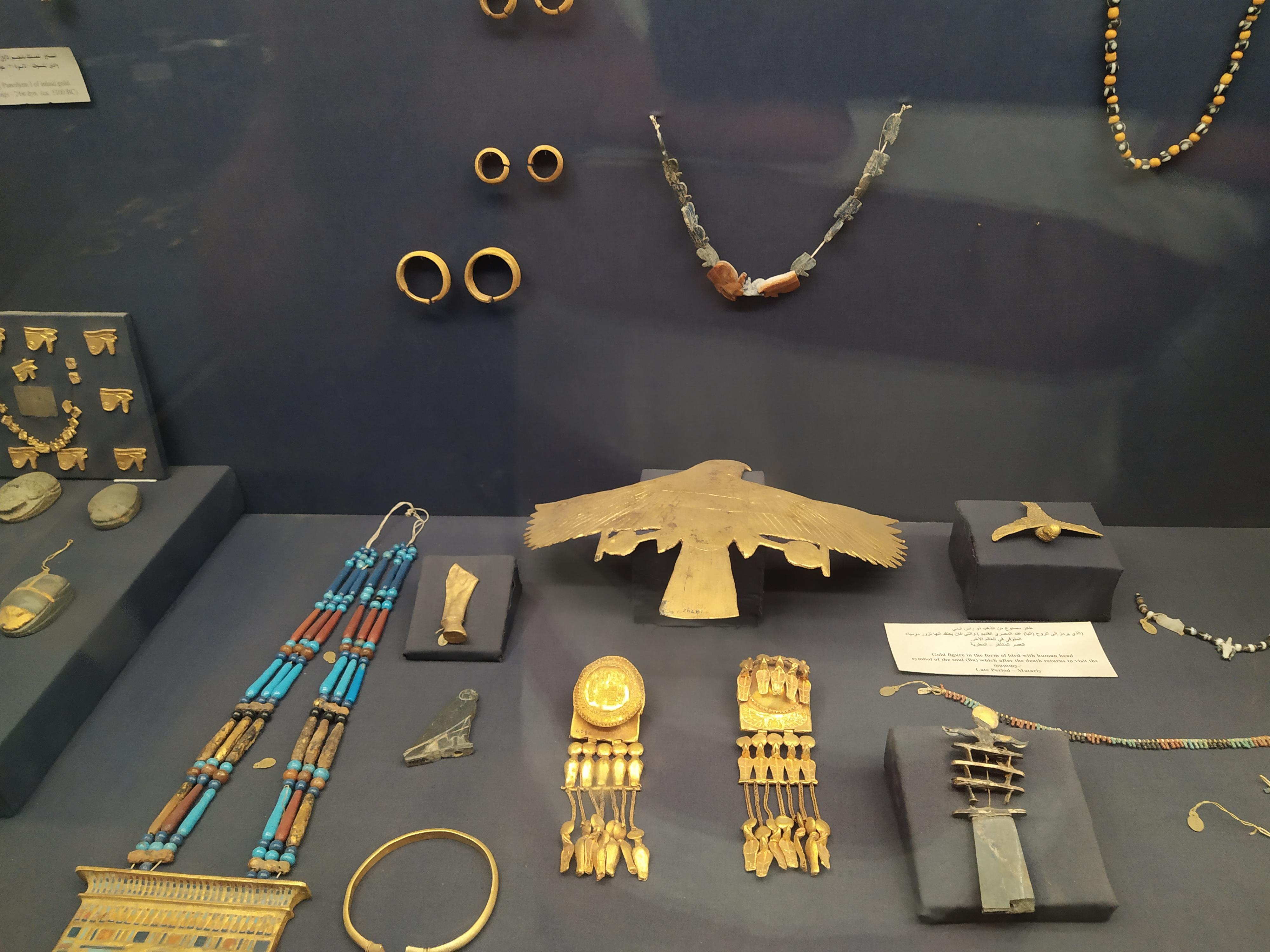
Ägyptischer Schmuck im Kairoer Museum

Die ägyptische Kunst folgte über Jahrtausende relativ stabilen Konventionen, die religiöse und königliche Ideologien zum Ausdruck brachten. Zu ihren charakteristischen Merkmalen gehörten die Aspektive – die Darstellung der Körperteile in ihrer charakteristischsten Ansicht (Gesicht im Profil, Auge frontal, Oberkörper frontal, Beine seitlich); die hierarchische Skalierung, bei der die Größe der dargestellten Personen ihrer sozialen Bedeutung entsprach; die symbolische Farbgebung, wobei Gelb für das Ewige, Blau für den Himmel und die Götterwelt, Grün für Regeneration und Rot für Leben und Energie stand; sowie kanonische Proportionen mit festgelegten Verhältnissen für die Darstellung des menschlichen Körpers.
Die Kunst diente in erster Linie religiösen und funerären Zwecken, nicht der ästhetischen Betrachtung im modernen Sinne.

### Architektur und Monumentalbau
Die Monumentalbauten des Alten Ägypten gehören zu den eindrucksvollsten Leistungen der antiken Welt. Die sakrale Architektur umfasste Tempel als Wohnstätten der Götter mit charakteristischem Aufbau (Eingangspylon, offener Hof, Säulenhalle und Allerheiligstes), Obelisken als symbolische Sonnenstrahlen, meist paarweise vor den Tempeleingängen aufgestellt, sowie Säulen mit pflanzlichen Kapitellen in Form von Papyrus, Lotus oder Palme.

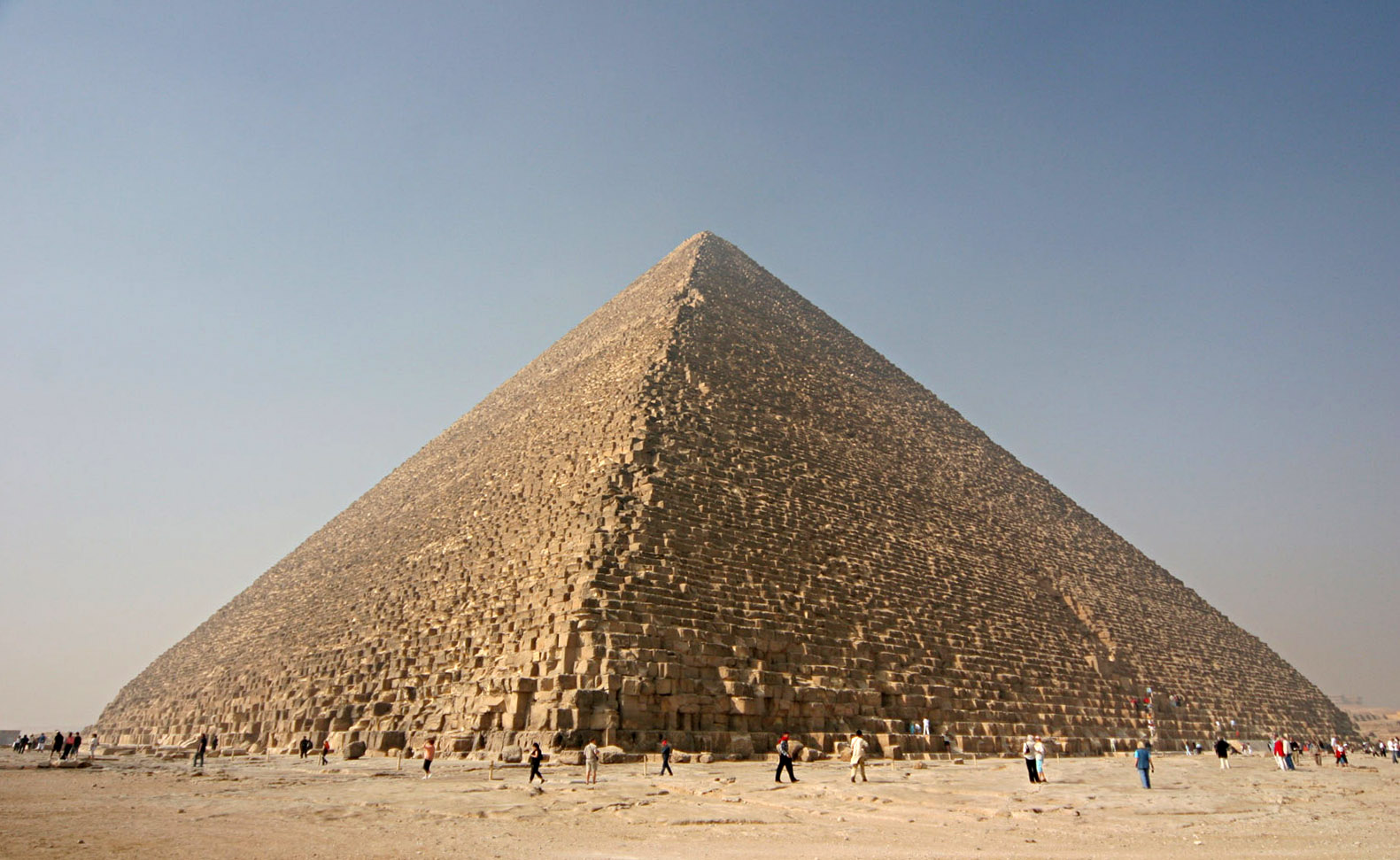
Die Cheops-Pyramide

Die Grabarchitektur entwickelte sich vom Alten Reich bis in die Spätzeit von den Mastabas – flachen, rechteckigen Grabbauten der frühdynastischen Zeit und des Alten Reiches – über die Pyramiden als monumentale königliche Grabbauten vor allem im Alten und Mittleren Reich bis zu den Felsengräbern, die vor allem im Neuen Reich im Tal der Könige und im Tal der Königinnen angelegt wurden.

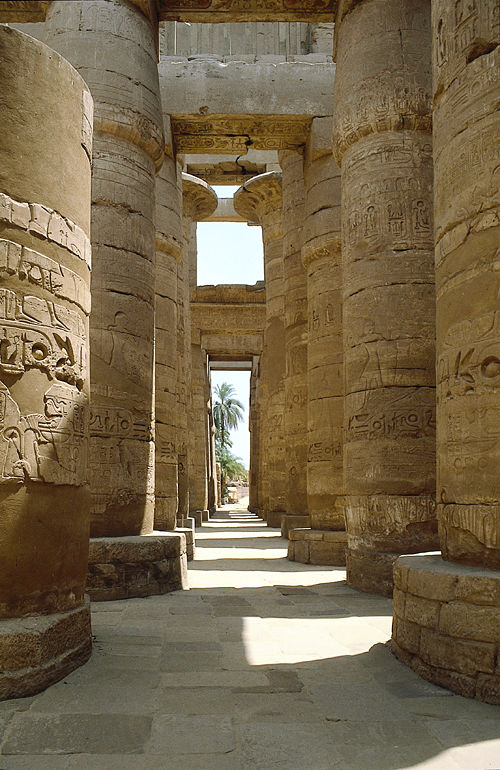
Hypostyl-Saal im Tempel von Karnak

Herausragende Beispiele der ägyptischen Monumentalarchitektur sind die Pyramiden von Gizeh aus der 4. Dynastie, der über Jahrhunderte erweiterte Tempelkomplex von Karnak, der Tempel von Abu Simbel aus der Zeit Ramses II. sowie die Totentempel von Deir el-Bahari, darunter der Tempel der Hatschepsut. Die ägyptische Architektur zeichnet sich durch eine präzise Ausrichtung nach astronomischen Prinzipien und eine geschickte Integration in die Landschaft aus.
Die Wohnarchitektur variierte stark nach sozialem Status und reichte von einfachen Lehmziegelhäusern für die Mehrheit der Bevölkerung über geräumigere Häuser mit mehreren Räumen für die Mittelschicht bis zu Villen mit Gärten und spezialisierten Räumen für die Elite.

### Malerei, Relief und Skulptur
Der Wandschmuck in Tempeln und Gräbern bestand hauptsächlich aus Reliefs (erhaben oder vertieft) und Malereien. Die Motive umfassten religiöse Szenen und Rituale, königliche Triumphdarstellungen, Alltagsszenen (besonders in Privatgräbern) sowie Jenseitsvorstellungen und Totenbuchszenen.
Die ägyptische Skulptur entwickelte sich zu einer ausdrucksstarken Kunstform mit verschiedenen Typen wie Königsstatuen in idealisierter, überzeitlicher Darstellung, Privatstatuen, oft als Grabbeigaben für den Ka, Statuengruppen (Familien, Göttergruppen) und Sphingen als Mischwesen mit Löwenkörper und Menschen- oder Falkenkopf.
Für die Skulpturen und Reliefs wurden verschiedene Materialien verwendet: Stein (Kalkstein, Sandstein, Granit, Diorit, Basalt), mit Gips überzogenes und bemaltes Holz, Metalle (Bronze, Gold) sowie Fayence und Terrakotta. Trotz stilistischer Kontinuität lassen sich verschiedene Stilphasen unterscheiden, wie die naturalistische Kunst des Alten Reiches, die expressivere des Mittleren Reiches und der revolutionäre Amarna-Stil unter Echnaton, der mit gestreckten Proportionen und ungewöhnlichem Naturalismus experimentierte.

## Schrift und Literatur

### Schriftsysteme

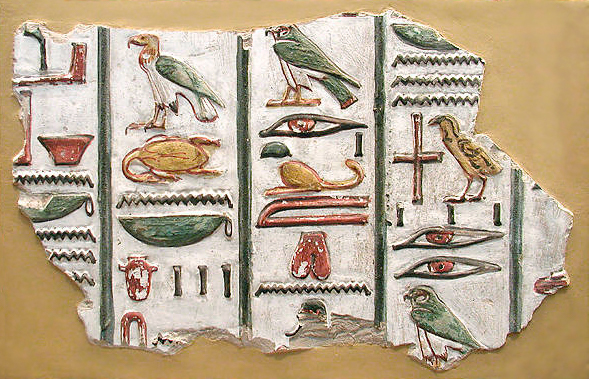
Hieroglyphen aus dem Grab von Sethos I.

Die Entwicklung der Schrift um 3200 v. Chr. zählt zu den bedeutendsten kulturellen Leistungen des Alten Ägypten. Es bildeten sich drei Hauptschriftformen heraus: Hieroglyphen – die formelle Bilderschrift mit etwa 700 gebräuchlichen Zeichen, die für monumentale Inschriften und religiöse Texte verwendet wurde; Hieratisch – eine vereinfachte, kursive Form der Hieroglyphen, die für Verwaltungsdokumente und literarische Texte verwendet wurde (ab ca. 2700 v. Chr.); und Demotisch – eine stark vereinfachte Schrift für den Alltagsgebrauch (ab ca. 650 v. Chr.).
Die Hieroglyphen funktionieren als komplexes System mit verschiedenen Zeichentypen: Ideogramme (Begriffszeichen), Phonogramme (Lautzeichen) und Determinative (Bedeutungszeichen). Als Schreibmaterial dienten vor allem Papyrus für Urkunden und Bücher, Ostraka (Ton- oder Kalksteinsplitter) für kurze Notizen und Stein für dauerhafte Inschriften.
Mit dem Ende der pharaonischen Kultur ging die Kenntnis der Hieroglyphenschrift verloren und wurde erst 1822 von Jean-François Champollion mit Hilfe des Steins von Rosetta entziffert, der denselben Text in Hieroglyphen, Demotisch und Griechisch enthielt.

### Literarische Gattungen

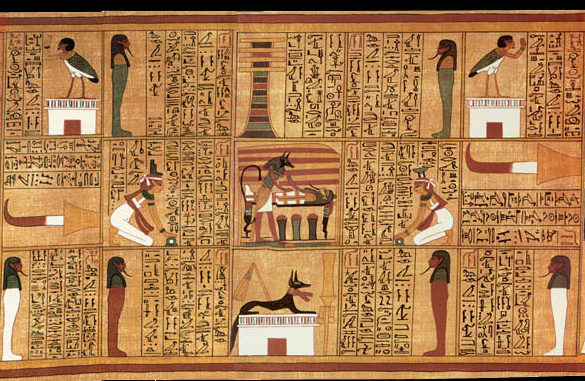
Ausschnitt aus dem Totenbuch des Ani

Die ägyptische Literatur umfasst verschiedene Gattungen. Zu den religiösen Texten gehören die Pyramidentexte des Alten Reiches, die Sargtexte des Mittleren Reiches und das Totenbuch des Neuen Reiches, die Anweisungen und Zaubersprüche für das Jenseits enthalten. Die Weisheitsliteratur umfasst ethische und praktische Lehren wie die Lehre des Ptahhotep oder die Lehre des Amenemope.
In der Erzählliteratur finden sich Werke wie Die Geschichte von Sinuhe oder die Erzählung vom Schiffbrüchigen. Liebeslyrik, oft in Form von Dialogen zwischen Liebenden, königliche Inschriften und historische Texte mit Berichten über militärische Erfolge und königliche Taten sowie Hymnen und Gebete wie der berühmte Sonnenhymnus aus der Amarna-Zeit ergänzen das literarische Spektrum. Diese Texte bieten wichtige Einblicke in die Gedankenwelt, die Wertvorstellungen und die kulturelle Identität des Alten Ägypten.

## Wissenschaft und Technologie

### Mathematik und Astronomie
Die ägyptische Mathematik war eng mit praktischen Anwendungen wie Verwaltung, Landvermessung und Architektur verbunden. Die Ägypter verwendeten ein dezimales Zahlensystem ohne Positionswert, bei dem jede Zehnerpotenz von 1 bis 1.000.000 durch spezifische Hieroglyphen dargestellt wurde. Dieses additive System nutzte die Wiederholung von Zeichen zur Darstellung größerer Zahlen, wobei nach jeweils 9 Zeichen für eine Zehnerpotenzstufe zum nächsthöheren Zeichen übergegangen wurde. Die Ägypter beherrschten die vier Grundrechenarten, wobei Multiplikation auf Addition zurückgeführt und Division approximativ durch Vervielfachung bzw. Teilen des Divisors durchgeführt wurde. Sie verwendeten Bruchrechnung (vor allem mit Stammbrüchen und dem Bruch 2/3), die Flächen- und Volumenberechnung sowie das Lösen linearer und einfacher quadratischer Gleichungen.
Mathematische Papyri wie der Rhind-Papyrus (ca. 1650 v. Chr.) dokumentieren dieses Wissen und enthalten sowohl praktische als auch theoretische mathematische Probleme. Der Rhind-Papyrus kann als eine Art Handbuch zur Lösung alltäglicher mathematischer Probleme angesehen werden. Bemerkenswert sind auch die ägyptischen Methoden zur Kreisberechnung, die zu Näherungen von Pi mit etwa 3,16 führten.
Die Astronomie spielte eine zentrale Rolle in verschiedenen Bereichen des ägyptischen Lebens. Der Kalender basierte auf astronomischen Beobachtungen und bestand aus 12 Monaten zu je 30 Tagen sowie 5 zusätzlichen Tagen (Epagomene) am Jahresende, wodurch ein Jahr von 365 Tagen entstand. Der heliakische Aufgang des Sterns Sirius (ägyptisch Sopdet) markierte den Beginn des neuen Jahres und fiel ursprünglich mit dem Beginn der Nilüberschwemmung zusammen, die für die Landwirtschaft entscheidend war.
Die Ausrichtung von Tempeln und Pyramiden nach Himmelsrichtungen und Sternen ist belegt. Die Einteilung der Nacht in Stunden erfolgte durch die Beobachtung von Sternaufgängen (Dekane). Aufgrund der Präzession der Erdachse verschob sich der Zusammenhang zwischen dem Sirius-Aufgang und der Nilflut im Laufe der Jahrtausende.

### Medizin

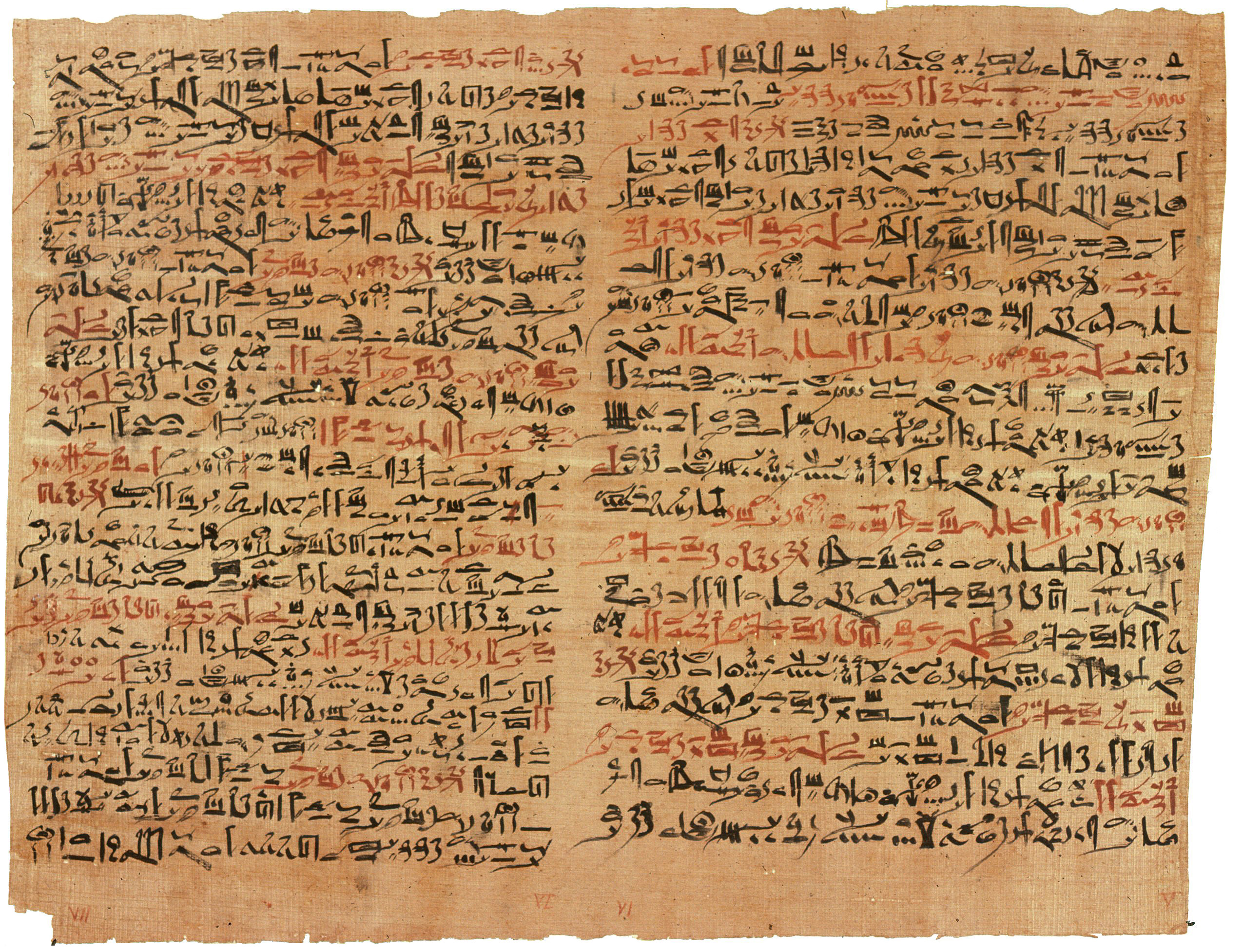
Ausschnitt aus dem Edwin-Smith-Papyrus, einem medizinischen Text

Die ägyptische Medizin verband empirische Beobachtungen mit magisch-religiösen Praktiken, die als komplementär betrachtet wurden. Medizinische Papyri wie der Papyrus Ebers und der Papyrus Edwin Smith dokumentieren umfangreiches medizinisches Wissen. Der Papyrus Edwin Smith, ein chirurgisches Handbuch aus der Zeit um 1550 v. Chr., beschreibt systematisch 48 chirurgische Fallbeispiele, darunter Frakturen und Wunden, und enthält detaillierte Anweisungen zu Diagnose, Prognose und Behandlung. Ägyptische Ärzte führten chirurgische Eingriffe durch, versorgten Knochenbrüche, behandelten Wunden mit antiseptischen Mitteln wie Honig und entwickelten eine umfangreiche Pharmakopöe aus pflanzlichen, tierischen und mineralischen Substanzen. Es gab bereits eine Spezialisierung auf Fachgebiete wie Augen-, Zahn- oder Magenleiden, was durch spezifische Arzttitel belegt ist. In Alexandria erreichte die altägyptische Medizin ihre letzte Blütephase und übte großen Einfluss auf die Heilkunst im antiken Griechenland und damit auch auf die Europas aus.

### Technische Errungenschaften

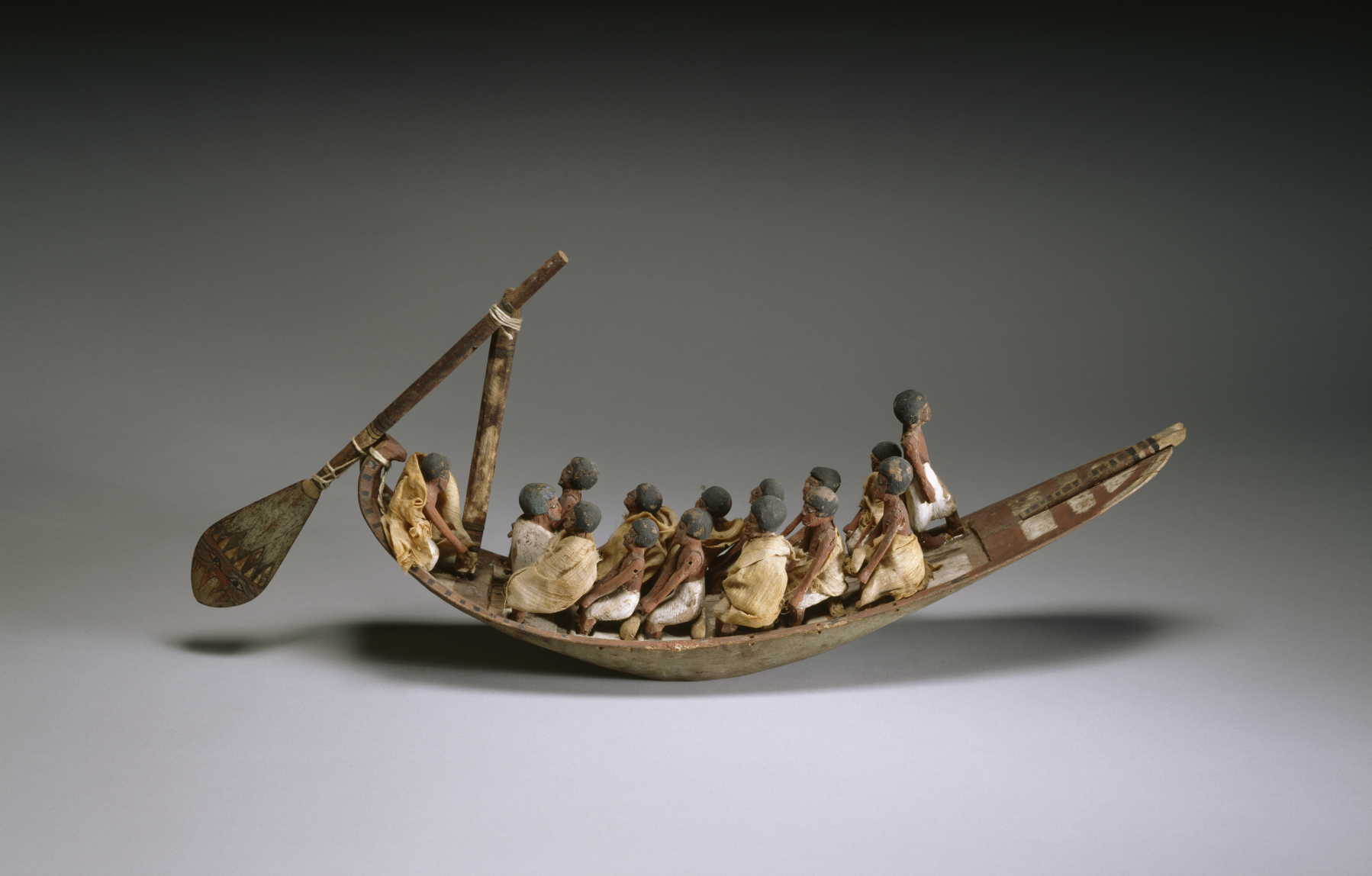
Modell eines ägyptischen Bootes

Die technischen Fähigkeiten der alten Ägypter zeigen sich in verschiedenen Bereichen. Im Steinbau entwickelten sie Werkzeuge und Techniken zur Bearbeitung und zum Transport massiver Steinblöcke, die den Bau monumentaler Strukturen wie Pyramiden und Tempel ermöglichten. Die Metallverarbeitung umfasste zunächst Kupfer (ab etwa 4000 v. Chr.) und Gold, später Bronze (Kupfer-Zinn-Legierung) ab etwa 2700 v. Chr., und in der Spätzeit auch Eisen. Meteoritisches Eisen wurde bereits früher verwendet, wie 5300 Jahre alte Schmuckperlen belegen. In der Wassertechnik wurden ausgeklügelte Bewässerungskanäle, Dämme und Wasserspeicher angelegt. Schöpfgeräte wie der Schaduf (Hebelgerät) ermöglichten eine effizientere Bewässerung der Felder und wurden über Jahrtausende hinweg genutzt.

## Nachwirkungen

### Einfluss auf andere Kulturen
Das alte Ägypten übte einen tiefgreifenden Einfluss auf viele nachfolgende Kulturen aus. Im antiken Mittelmeerraum beeinflusste es direkt die minoische und mykenische Kunst und später die griechische Kultur. Griechische Philosophen wie Pythagoras, Platon und Solon sollen in Ägypten studiert haben. In der hellenistischen Zeit nach der Eroberung durch Alexander den Großen entstand in Alexandria eine kulturelle Synthese. Die Römer, die Ägypten ihrem Reich einverleibten, übernahmen mehrere ägyptische Kulte, insbesondere den Isis-Kult. Architektonische Elemente wie Obelisken wurden nach Rom gebracht und inspirierten später die europäische Architektur.

### Rezeption in der Moderne

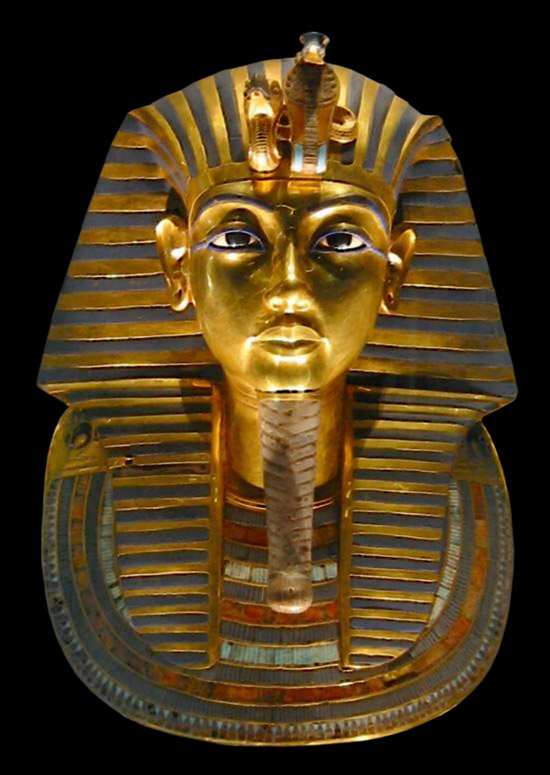
Totenmaske des Tutanchamun

Die Faszination des Alten Ägypten hält bis heute an. In der Renaissance erwachte das Interesse an den ägyptischen Altertümern erneut. Napoleons Ägyptenfeldzug (1798–1801) und die Entzifferung der Hieroglyphen durch Champollion (1822) lösten eine wissenschaftliche und kulturelle „Ägyptomanie“ aus. Das 19. Jahrhundert war geprägt von einem starken Einfluss ägyptischer Motive in Kunst, Architektur und Design. Die Entdeckung des Grabes von Tutanchamun durch Howard Carter (1922) verstärkte das öffentliche Interesse. In der Populärkultur des 20. und 21. Jahrhunderts tauchen ägyptische Motive in Literatur, Film, Musik und bildender Kunst auf.
Die altägyptischen Monumente zählen heute zu den wichtigsten touristischen Attraktionen weltweit und tragen wesentlich zur Wirtschaft des modernen Ägypten bei.

### Ägyptologie als Wissenschaft

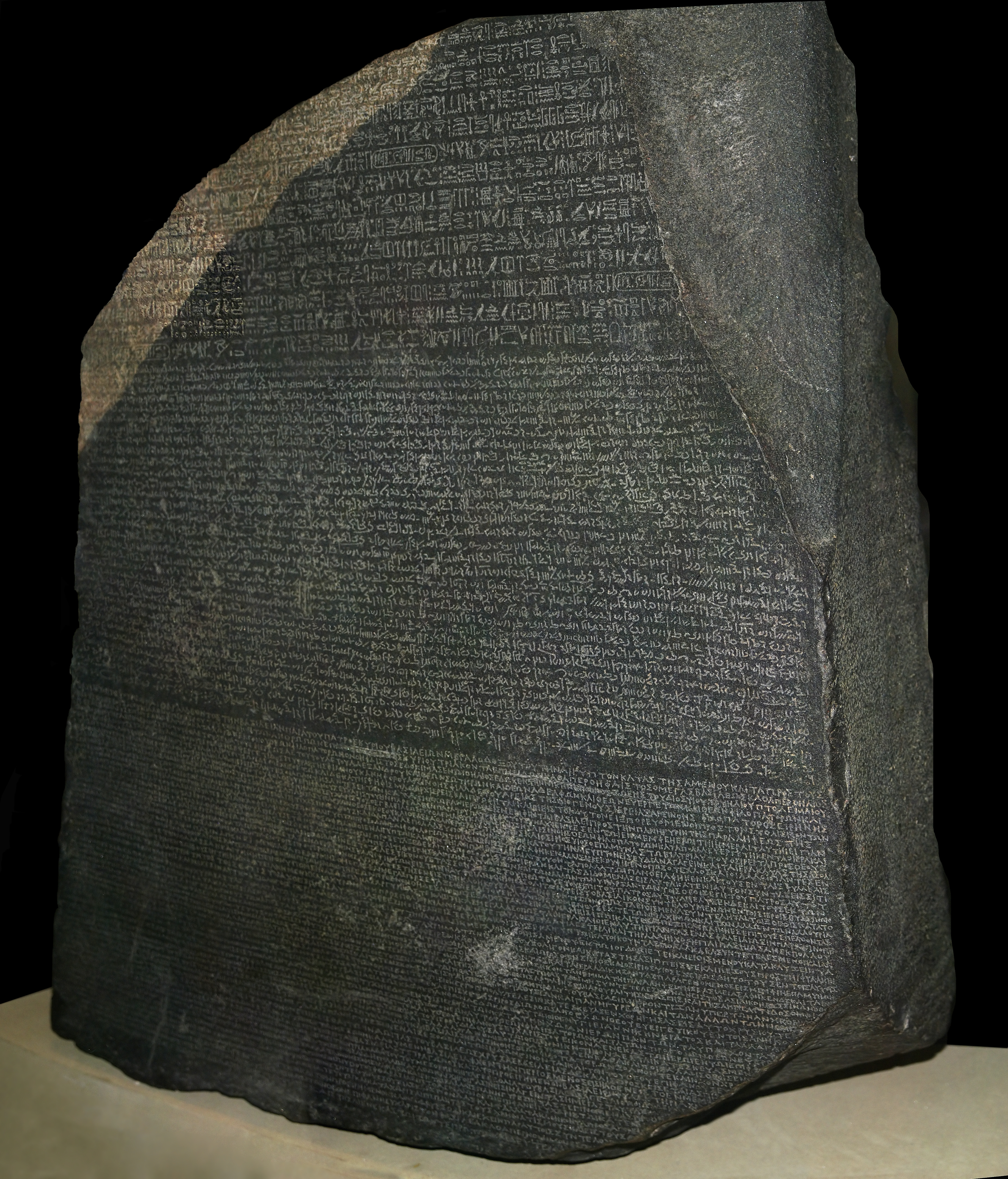
Der Stein von Rosetta, der Schlüssel zur Entzifferung der Hieroglyphen

Die wissenschaftliche Erforschung des Alten Ägypten entwickelte sich zu einer eigenständigen Disziplin mit spezialisierten Methoden. Die napoleonische Expedition und die daraus resultierende Description de l’Égypte bildeten die Grundlage. Die Entzifferung der Hieroglyphen durch Champollion 1822 ermöglichte das Verständnis der Texte. Pioniere wie Karl Richard Lepsius und Flinders Petrie entwickelten moderne archäologische Methoden. Heute verbindet die Ägyptologie Philologie, Archäologie, Kunstgeschichte, Religionswissenschaft und naturwissenschaftliche Methoden.
Moderne Technologien wie Geophysik, CT-Scans, DNA-Analysen und digitale Rekonstruktionen eröffnen neue Forschungsperspektiven. Trotz intensiver Forschung bleiben viele Fragen offen, und neue Entdeckungen haben weiterhin das Potenzial, das Verständnis der ägyptischen Zivilisation zu erweitern.

### Überblick
- Jan Assmann: Ägypten. Eine Sinngeschichte. Fischer Taschenbuch, Frankfurt am Main 1999, ISBN 3-596-14267-9.
- Alessandro Bongioanni: Ägypten – Das Land der Pharaonen. Neuer Kaiser, Klagenfurt 2005, ISBN 3-7043-5045-1.
- Charlotte Booth: Reiseführer in die Welt der Antike. Das Alte Ägypten, Theben und das Niltal 1200 v. Chr. Theiss, Stuttgart 2009, ISBN 978-3-8062-2288-3.
- Isabelle Brega: Ägypten. Müller, Stuttgart / Zürich 1997, ISBN 3-86070-836-8.
- Vivian Davies, Renée Friedman: Unbekanntes Ägypten. Mit neuen Methoden alten Geheimnissen auf der Spur. Theiss, Stuttgart 1999, ISBN 3-8062-1393-3.
- Wolfgang Helck: Kleines Lexikon der Ägyptologie. Harrassowitz, Wiesbaden 1999, ISBN 3-447-04027-0.
- Sabine Kubisch: Das Alte Ägypten. Von 4000 v. Chr. bis 30 v. Chr. Marix, Wiesbaden 2017, ISBN 978-3-7374-1048-9.
- Christoph Kucklick: Das Reich der Pharaonen. Gruner & Jahr, Hamburg 2000, ISBN 3-570-19239-3.
- Karl Oppel: Das alte Wunderland der Pyramiden. 5. Auflage. Spamer, Leipzig 1906 (online).
- Guy Rachet: Lexikon des Alten Ägypten. Patmos, Düsseldorf / Zürich 2002, ISBN 3-491-69049-8.
- Hermann A. Schlögl: Das Alte Ägypten: Geschichte und Kultur von der Frühzeit bis zu Kleopatra. Beck, München 2006, ISBN 3-406-54988-8.
- Wolfgang Schuler: Taschenlexikon altes Ägypten. Piper, München / Zürich 2000, ISBN 3-492-23105-5.
- Regine Schulz, Matthias Seidel: Das Alte Ägypten. Geheimnisvolle Hochkultur am Nil (= Faszination von A bis Z.). Meyers Lexikonverlag, Mannheim 1999, ISBN 3-411-08321-2.
- David P. Silverman: Das alte Ägypten. Frederking & Thaler, München 1997, ISBN 3-89405-371-2.
- Bolko Stern: Ägyptische Kulturgeschichte. Reprint Verlag, unveränderter Nachdruck der Edition Magdeburg 1896, Leipzig 2000, ISBN 3-8262-1908-2.
- Toby Wilkinson: Aufstieg und Fall des alten Ägypten. 3. Auflage. Pantheon, München 2015.

### Alltagsleben
- Manfred Reitz: Alltag im Alten Ägypten. Battenberg, Augsburg 1999, ISBN 3-89441-464-2.
- Edda Bresciani: An den Ufern des Nils, Alltagsleben zur Zeit der Pharaonen. Theiss, Stuttgart 2002, ISBN 3-8062-1655-X.
- Francois Trassard, Dominique Antérion, Renaud Thomazo: Leben im Alten Ägypten. Theiss, Stuttgart 2005, ISBN 3-8062-1947-8.
- Martin von Falck, Katja Lembke, Britta Rabe: Das Leben am Nil und der Alltag im Alten Ägypten (= Das alte Ägypten in Hildesheim. Band 2). 1. Auflage, von Zabern, Mainz 2011, ISBN 978-3-8053-4285-8.

### Staat
- Anja B. Kootz: Der altägyptische Staat. Untersuchung aus politikwissenschaftlicher Sicht (= MENES. Studien zur Kultur und Sprache der ägyptischen Frühzeit und des Alten Reiches. Band 4). Harrassowitz, Wiesbaden 2006, ISBN 3-447-05319-4.

### Museen
- Staatliche Museen zu Berlin: Ägyptisches Museum und Papyrussammlung. (Memento vom 28. November 1999 im Internet Archive).
- Staatliches Museum Ägyptischer Kunst München.
- Ruprecht-Karls-Universität Heidelberg: DFG-Sondersammelgebiet Ägyptologie an der Universität Heidelberg. (Memento vom 25. Januar 2014 im Internet Archive).
- Universität Leipzig: Ägyptisches Museum Georg Steindorff.
- Antikenmuseum Basel und Sammlung Ludwig.
- The Petrie Museum of Egyptian Archaeology. Mehr als 80.000 Objekte mit Bildern.
- The British Museum: Ancient Egypt.
- Kunsthistorisches Museum, Wien: Ägyptisch-Orientalische Sammlung. (Memento vom 18. Dezember 2012 im Internet Archive).
- Museo Egizio, Turin.
- Musée du Louvre. Mit großer ägyptischer Sammlung.

### Archäologische Fundorte
- Kent Weeks u. a.: Theban Mapping Project. (Memento vom 5. Januar 2010 im Internet Archive). Vollständige Übersicht zum Tal der Könige; zahlreiche Texte, Bilder und Literaturlisten.
- Museum of Fine Arts, Boston: The Giza Archives. (Memento vom 14. Januar 2013 im Internet Archive). Sehr umfangreiche Homepage: Fotos, Dokumentationen und Bibliographie mit online verfügbarer Literatur zu Gizeh, interaktive Satellitenbilder und Panoramaaufnahmen, Informationen zu Ausgrabungen.
- Barry Kemp u. a.: Amarna Project. Übersicht der Ausgrabungen in Amarna.

### Archäologische Institute
- Deutsches Archäologisches Institut, Abteilung Kairo. (Memento vom 7. April 2014 im Internet Archive).
- Institut français d’archéologie orientale.
- Österreichisches Archäologisches Institut, Zweigstelle Kairo.
- Schweizerisches Institut für Ägyptische Bauforschung und Altertumskunde in Kairo.
- The Oriental Institute of the University of Chicago.

### Ägyptologen und Studienprojekte
- Zahi Hawass. Offizielle Seite von Zahi Hawass, dem ehemaligen Leiter der ägyptischen Altertümerverwaltung; viele Informationen zu neueren Entdeckungen.
- Digital Egypt for Universities. Ein Studienprojekt.
- International Association of Egyptologists. Internationaler Ägyptologen-Verband.
- Info-online: Das Informationsblatt der deutschsprachigen Ägyptologie.

### Datenbanken
- Thesaurus Linguae Aegyptiae. Virtuelles Wörterbuch und Textdatenbank.
- Fitzmuseum: The Beinlich Wordlist. Datenbank ägyptischer Wörter.
- Archeology Data Service: Oxford Expedition to Egypt: Scene-details Database. Szenen-Datenbank des Alten Reiches.
- Online Egyptological Bibliography.
- Propylaeum. Virtuelle Fachbibliothek im Bereich der Altertumswissenschaften.